# Lijst van wijnstreken in Italië

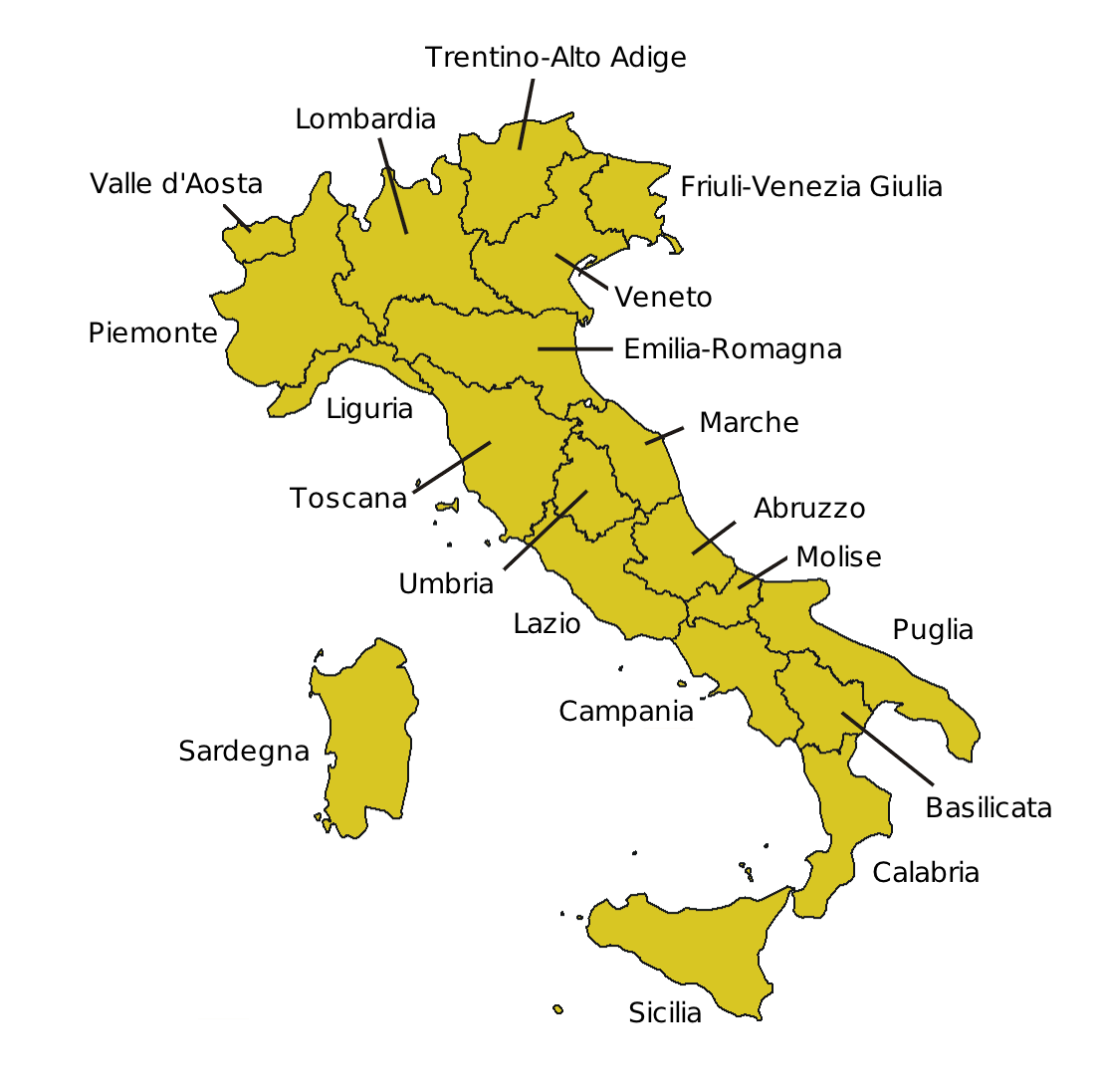
(Wijn)regio's in Italië

Italië kent 20 gebieden waar wijn wordt geproduceerd.
Italië wisselt de positie van het grootste wijnland ter wereld af met Frankrijk. In 2010 heeft Frankrijk deze positie weer overgenomen van Italië. 
In 2011 had Italië een aandeel van 22% in het wereldwijd uitgevoerde volume van wijn.
De grootste leveranciers van wijn zijn respectievelijk de streken: Sicilië, Apulië, Veneto, Emilia Romagna
De onderstaande indeling is gemaakt in de kwaliteitsaanduiding die men daar kent. Deze is :
- DOCG : Denominazione di Origine Controllata e Garantita  → Allerhoogste kwaliteitsnorm : als DOC plus stringente maximale opbrengst per hectare. Wijnen moeten gekeurd worden door een commissie voordat ze gebotteld mogen worden. Anno 2016 kent Italië 74 DOCG wijnen.
- DOC  : Denominazione di origine controllata  → Een na hoogste kwalificatie : wijn komt van speciaal stuk land. Anno 2012 kent Italië 334 DOC wijnen.
- IGT  : Indicazione Geografica Typica  → de wijn komt uit een bepaald geografisch gebied. Niet meer en niet minder. Veelal zijn dit wijnen die om een of andere reden niet in aanmerking komen voor een DOC en kunnen daarom ook topwijnen zijn.
- VdT  : Vino da Tavola → eenvoudige wijnen op basisniveau.

Classico: kan worden gebruikt bij een DOC of DOCG wijn en wordt dan gecombineerd met de streeknaam.  Met deze term wordt het kerngebied van de DOC(G) aangeduid.
Riserva: kan worden gebruikt bij een DOC of DOCG wijn en geeft aan dat de wijn een verplichte rijpingsduur heeft gehad. 
Een wijn met classico of riserva op het etiket betekent over het algemeen ook een betere kwaliteit.
Superiore: betekent dat de wijn 1% meer alcohol heeft dan de "gewone" versie.
Novello: wijnen die in het jaar van de oogst op de markt komen; veelal begin november. Vaak worden deze wijnen gekenmerkt door macération carbonique
Piëmont en Toscane worden als de kwalitatief beste wijnstreken beschouwd zich uitend in het aantal DOC's en DOCG's.
Door verschillende wijnstreken lopen bewegwijzerde wijnroutes.

## Sicilië

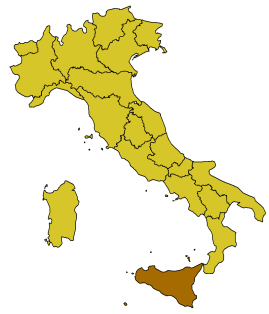
Sicilië

Sicilië is de grootste wijnleverancier van Italië met een beplant oppervlak van 200.000 hectare.

### DOCG-wijn (1)
- Cerasuolo di Vittoria (2005)

### DOC-wijnen (23)
- Alcamo
- Contea di Sclafani
- Contessa Entellina
- Delia Nivolelli
- Eloro
- Erice
- Etna
- Faro
- Malvasia delle Lipari
- Mamertino di Milazzo of Mamertino
- Marsala
- Menfi
- Monreale
- Moscato di Pantelleria of Passito di Pantelleria of Pantelleria
- Noto
- Riesi
- Salaparuta
- Sambuca di Sicilia
- Santa Margherita di Belice
- Sciacca
- Sicilia
- Siracusa
- Vittoria

### IGT-wijnen (6)
Camarro, Fontanarossa di Cerda, Salemi, Salina, Sicilia, Valle Belice.

## Sardinië

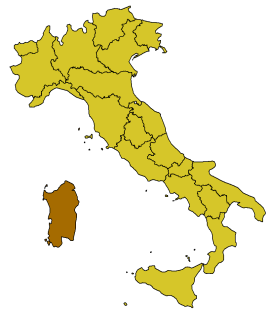
Sardinië

### DOCG-wijn (1)
- Vermentino di Gallura (1996)

### DOC-wijnen (20)
- Alghero
- Arborea
- Cagliari
- Campidano di Terralba of Terralba
- Cannonau di Sardegna
- Carignano del Sulcis
- Girò di Cagliari
- Malvasia di Bosa
- Malvasia di Cagliari
- Mandrolisai
- Monica di Cagliari
- Monica di Sardegna
- Moscato di Cagliari
- Moscato di Sardegna
- Moscato di Sorso-Sennori
- Nasco di Cagliari
- Nuragus di Cagliari
- Sardegna Semidano
- Vermentino di Sardegna
- Vernaccia di Oristano

### IGT-wijnen (15)
Barbagia, Colli del Limbara, Isola dei Nuraghi, Marmilla, Nurra, Ogliastra, Parteolla, Planargia
Provincia di Nuoro, Romangia, Sibiola, Tharros, Trexenta, Valle del Tirso, Valli di Porto Pino

## Valle d'Aosta

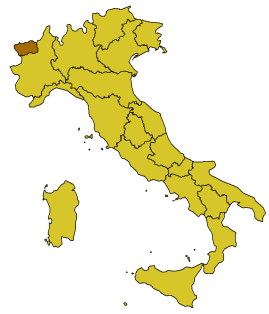
Valle d'Aosta

### DOC-wijn (1)
- Valle d'Aosta of Vallée d'Aoste

## Trentino-Zuid-Tirol

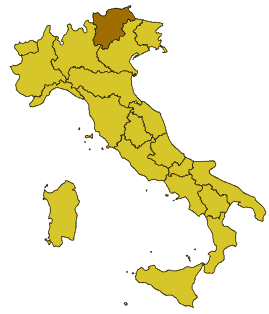
Trentino-Zuid Tirol

### DOC-wijnen (11)
Trentino (8): 
- Casteller
- Lago di Caldaro o Caldaro
- Teroldego Rotaliano
- Trentino (Trentino Sottozona Sorni, Trentino Sottozona Isera of d'Isera, Trentino Sottozona Ziresi of dei Ziresi, Trentino Sottozona Castel Beseno of Beseno)
- Trentino Superiore
- Trento
- Valdadige
- Valdadige Terradeiforti of Terradeiforti

Adige (3): 
- Alto Adige (A. A. Sottozona Colli di Bolzano, A. A. Sottozona Meranese, A. A. Sottozona Santa Maddalena, A. A. Sottozona Terlano, A. A. Sottozona Valle Isarco, A. A. Sottozona Valle Venosta)
- Lago di Caldaro o Caldaro
- Valdadige

### IGT-wijnen (2)
Mitterberg tra Cauria, Vigneti delle Dolomiti 

## Friuli-Venezia Giulia

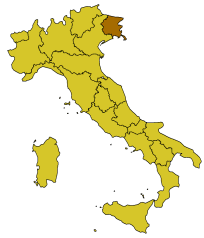
Friuli-Venezia Giulia

### DOCG-wijnen (4)
- Colli Orientali del Friuli Picolit (2006)
- Lison (2011)
- Ramandolo (2001)
- Rosazzo (2011)

### DOC-wijnen (10)
- Carso of Carso - Kras
- Colli Orientali del Friuli (Colli Orientali del Friuli Sottozona Cialla, Colli Orientali del Friuli Sottozona Ribolla Gialla di Rosazzo, Colli Orientali del Friuli Sottozona Pignolo di Rosazzo, Colli Orientali del Friuli Sottozona Schioppettino di Prepotto, Colli Orientali del Friuli Sottozona Refosco di Faedis)
- Collio Goriziano of Collio
- Friuli Annia
- Friuli Aquileia
- Friuli Grave
- Friuli Isonzo o Isonzo del Friuli
- Friuli Latisana
- Lison-Pramaggiore
- Prosecco

### IGT-wijn (1)
- Venezia Giulia

## Piëmont

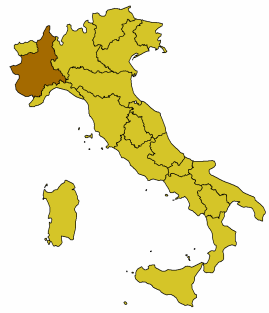
Piëmont

Piëmont is vooral bekend om zijn rode wijnen van de Nebbiolo druif. De bekendste daarvan zijn Barolo en Barbaresco. De Barbera en Dolcetto zijn kwalitatief in opkomst.

### DOCG-wijnen (16)
- Alta Langa (2011)
- Asti (Asti Sottozona Canelli, Asti Sottozona Santa Vittoria d'Alba, Asti Sottozona Strevi) (1993)
- Barbaresco (1980)
- Barbera d’Asti (Barbera d'Asti Sottozona Nizza, Barbera d'Asti Sottozona Tinella, Barbera d'Asti Sottozona Colli Astiani o Astiano) (2008)
- Barbera del Monferrato Superiore (2008)
- Barolo (1980)
- Brachetto d’Acqui (1996)
- Dolcetto di Dogliani Superiore of Dogliani (2005)
- Dolcetto Diano d'Alba of Diano d'Alba (2010)
- Dolcetto di Ovada Superiore of Ovada (2008)
- Erbaluce di Caluso of Caluso (2010)
- Gattinara (1991)
- Ghemme (1995)
- Gavi of Cortese di Gavi (1998)
- Nizza (2016)
- Roero (2004)
- Ruché di Castagnole Monferrato (2011)

### DOC-wijnen (42)
- Alba
- Albugnano
- Barbera d'Alba
- Barbera del Monferrato
- Boca
- Bramaterra
- Calosso
- Canavese
- Carema
- Cisterna d'Asti
- Colli Tortonesi (Colli Tortonesi Sottozona Monleale, Colli Tortonesi Sottozona Terre di Libarna)
- Collina Torinese
- Colline Novaresi
- Colline Saluzzesi
- Cortese dell'Alto Monferrato
- Coste della Sesia
- Dolcetto d'Acqui
- Dolcetto d'Alba
- Dolcetto d'Asti
- Dolcetto di Ovada
- Fara
- Freisa d'Asti
- Freisa di Chieri
- Gabiano
- Grignolino d'Asti
- Grignolino del Monferrato Casalese
- Langhe
- Lessona
- Loazzolo
- Malvasia di Casorzo d'Asti
- Malvasia di Castelnuovo Don Bosco
- Monferrato
- Nebbiolo d'Alba
- Piemonte
- Pinerolese
- Rubino di Cantavenna
- Sizzano
- Strevi
- Terre Alfieri
- Valli Ossolane
- Valsusa
- Verduno Pelaverga of Verduno

## Lombardije

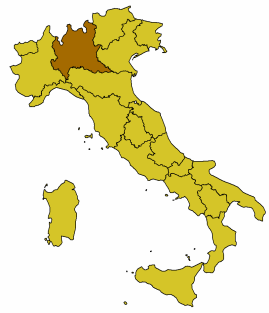
Lombardije

De regio Lombardije is een van de grootste wijnproducenten van Italië met niet alleen het wijngebied Franciacorta, beroemd vanwege de spumante bruiswijn, en de kleine Valtellina vallei, maar ook de relatief onbekende Oltrepò Pavese. Dit gebied dat ca. 50 km ten zuiden van Milaan ligt, is de grootste producent van de pinot nero (pinot noir) van heel Italie en maakt daar kwaliteits-spumante wijnen van. De beste spumante van Italie komt volgens de Italiaanse Michelin van de wijn, de Gambero Rosso, uit deze streek.

### DOCG-wijnen (5)
- Franciacorta (1995)
- Oltrepò Pavese metodo classico (2007)
- Moscato di Scanzo (2010)
- Sforzato di Valtellina (2003)
- Valtellina Superiore (2002)

### DOC-wijnen (22)
- Bonarda dell'Oltrepò Pavese
- Botticino
- Buttafuoco dell'Oltrepò Pavese o Buttafuoco
- Capriano del Colle
- Casteggio
- Cellatica
- Curtefranca
- Garda
- Garda Colli Mantovani
- Lambrusco Mantovano
- Lugana
- Oltrepò Pavese
- Pinot Grigio dell'Oltrepò Pavese
- Pinot Nero dell'Oltrepò Pavese
- Riviera del Garda Bresciano o Garda Bresciano
- San Colombano al Lambro o San Colombano
- Sangue di Giuda dell'Oltrepò Pavese o Sangue di Giuda
- San Martino della Battaglia
- Terre del Colleoni o Colleoni
- Valcalepio
- Valtellina Rosso o Rosso di Valtellina
- Valtènesi

### IGT-wijnen (15)
Alto Mincio, Benaco Bresciano, Bergamasca, Collina del Milanese, Montenetto di Brescia, Provincia di Mantova, Provincia di Pavia, Quistello, Ronchi di Brescia, Ronchi Varesini, Sabbioneta, Sebino, Terrazze Retiche di Sondrio, Terre Lariane, Valcamonica.

## Ligurië

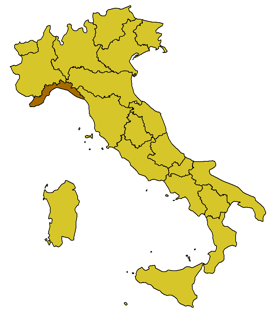
Ligurië

### DOC-wijnen (8)
- Cinque Terre en Cinque Terre Sciacchetrà
- Colli di Luni
- Colline di Levanto
- Golfo del Tigullio-Portofino of Portofino (Golfo del Tigullio-Portofino of Portofino Sottozona Costa dei Fieschi)
- Pornassio of Ormeasco di Pornassio
- Riviera Ligure di Ponente (Riviera Ligure di Ponente Sottozona Albenganese, Riviera Ligure di Ponente Sottozona Finalese, Riviera Ligure di Ponente Sottozona Quiliano, Riviera Ligure di Ponente Sottozona Riviera dei Fiori, Riviera Ligure di Ponente Sottozona Taggia)
- Rossese di Dolceacqua of Dolceacqua
- Val Polcevera

### IGT-wijn (3)
Colline del Genovesato, Colline Savonesi, Golfo dei Poeti La Spezia 

## Veneto

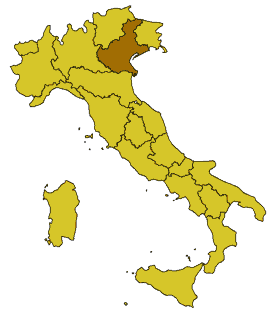
Venetië

Gemeten naar volume is Veneto de grootste Italiaanse regio voor DOC-wijnen.

### DOCG-wijnen (14)
- Amarone della Valpolicella (2009)
- Bagnoli Friularo of Friularo di Bagnoli (2011)
- Bardolino Superiore (2001)
- Colli Asolani-Prosecco of Asolo-Prosecco (2009)
- Colli di Conegliano (2011)
- Colli Euganei Fior d'Arancio (2011)
- Conegliano Valdobbiadene Prosecco Superiore (2010)
- Lison, deels DOCG Veneto en deels DOCG Friuli Venezia Guglia (2011)
- Montello Rosso of Montello (2011)
- Piave Malanotte of Malanotte del Piave (2011)
- Recioto della Valpolicella (2010)
- Recioto di Gambellara (2008)
- Recioto di Soave
- Soave Superiore (2001)

### DOC-wijnen (27)
- Arcole
- Bagnoli di Sopra of Bagnoli
- Bardolino
- Bardolino Chiaretto
- Bianco di Custoza of Custoza
- Breganze
- Colli Berici
- Colli Euganei
- Corti Benedettine del Padovano
- Gambellara
- Garda
- Lessini Durello of Durello Lessini
- Lison-Pramaggiore
- Lugana
- Merlara
- Montello - Colli Asolani
- Monti Lessini of Lessini
- Piave of Vini del Piave
- Prosecco
- Riviera del Brenta
- San Martino della Battaglia
- Soave
- Valdadige Terradeiforti
- Valpolicella
- Valpolicella Ripasso
- Venezia
- Vicenza
- Vigneti della Serenissima o Serenissima

### IGT-wijnen (9)
Alto Livenza, Colli Trevigiani, Conselvano, Delle Venezie, Marca Trevigiana, Provincia di Verona, Vallagarina, Veneto, Veneto Orientale

## Emilia-Romagna

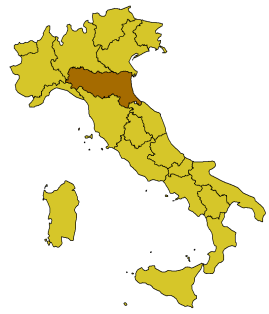
Emilia-Romagna

### DOCG-wijn (2)
- Albana di Romagna (1987)
- Colli bolognesi classico pignoletto (2011)

### DOC-wijnen (18)
- Bosco Eliceo
- Colli Bolognesi (Colli Bolognesi Sottozona Bologna)
- Colli di Faenza
- Colli di Imola
- Colli di Parma
- Colli di Rimini
- Colli di Scandiano e di Canossa
- Colli Piacentini
- Colli Romagna Centrale
- Gutturnio
- Lambrusco di Sorbara
- Lambrusco Grasparossa di Castelvetro
- Lambrusco Salamino di Santa Croce
- Modena of Di Modena
- Ortrugo
- Reggiano
- Reno
- Romagna

### IGT-wijnen (9)
Bianco di Castelfranco Emilia, Emilia, Forlì, Fortana del Taro, Ravenna, Rubicone, Sillaro, Terre di Veleja, Val Tidone.

## Toscane

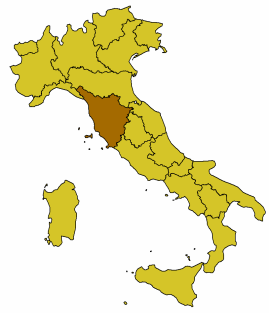
Toscane

De bekendste wijn van de streek is de Chianti. De belangrijkste druif van de Chianti is de sangiovese. Dezelfde druif treft men ook aan bij andere beroemde DOCG's in deze streek zoals Brunello di Montalcino en Vino Nobile di Montepulciano.

### DOCG-wijnen (11)
- Aleatico dell'Elba Passito of Elba Aleatico Passito (2010)
- Brunello di Montalcino (1996)
- Carmignano (1998)
- Chianti (2003)
- Chianti Classico (2002)
- Montecucco Sangiovese (2011)
- Morellino di Scansano (2006)
- Suvereto (2011)
- Val di Cornia Rosso of Rosso della Val di Cornia (2011)
- Vernaccia di San Gimignano (1993)
- Vino Nobile di Montepulciano (2007)

### DOC-wijnen (39)
- Ansonica Costa dell'Argentario
- Barco Reale di Carmignano o Rosato di Carmignano o Vin Santo di Carmignano o Vin Santo di Carmignano Occhio di Pernice
- Bianco dell'Empolese
- Bianco di Pitigliano
- Bolgheri (Bolgheri Sassicaia)
- Candia dei Colli Apuani
- Capalbio
- Colli dell'Etruria Centrale
- Colli di Luni
- Colline Lucchesi
- Cortona
- Elba
- Grance Senesi
- Maremma Toscana
- Montecarlo
- Montecucco
- Monteregio di Massa Marittima
- Montescudaio
- Moscadello di Montalcino
- Orcia
- Parrina
- Pomino
- Rosso di Montalcino
- Rosso di Montepulciano
- San Gimignano
- San Torpé
- Sant'Antimo
- Sovana
- Terratico di Bibbona
- Terre di Casole
- Terre di Pisa
- Val d'Arbia
- Val d'Arno di Sopra of Valdarno di Sopra (Sottozona Pietraviva, Sottozona Pratomagno)
- Val di Cornia
- Valdichiana
- Valdinievole
- Vin Santo del Chianti
- Vin Santo del Chianti Classico
- Vin Santo di Montepulciano

### IGT-wijnen (6)
Alta Valle della Greve, Colli della Toscana Centrale, Maremma Toscana, Montecastelli, Toscana, Val di Magra.

## Umbrië

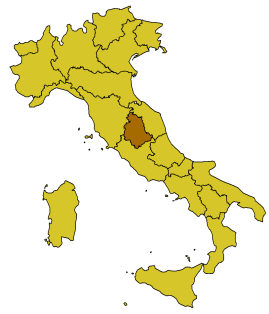
Umbrië

Umbria biedt al duizenden jaren een goede thuis aan de wijnbouw en dat is vooral toe te schrijven aan volgende factoren: de zacht glooiende heuvels met een goede blootstelling aan de zon, de rijkdom van de rivieren en wateren, het continentale maar zachte klimaat, de bodemstructuur die meestal bestaat uit kleiachtige kalksteen.

De gunstige condities hebben de inwoners van het gebied vroeg ertoe aangezet met de productie van wijn te beginnen, zodat Umbrische wijnboeren kunnen bogen op een lange traditie van wijn maken.

### DOCG-wijnen (2)
- Sagrantino di Montefalco (1992)
- Torgiano Rosso Riserva (2003)

### DOC-wijnen (13)
- Amelia
- Assisi
- Colli Altotiberini
- Colli del Trasimeno
- Colli Martani
- Colli Perugini
- Lago di Corbara
- Montefalco
- Orvieto
- Rosso Orvietano of Orvietano Rosso
- Spoleto
- Todi
- Torgiano

### IGT-wijnen (6)
Allerona, Bettona, Cannara, Narni, Spello, Umbria. 

## Marche

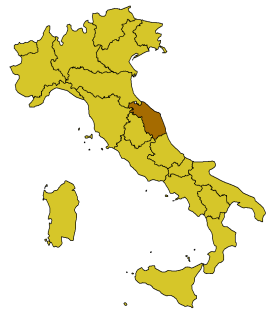
Marken

### DOCG-wijnen (5)
- Conero (2004)
- Offida (2011)
- Verdicchio dei Castelli di Jesi Riserva (2010)
- Verdicchio di Matelica Riserva (2010)
- Vernaccia di Serrapetrona (2003)

### DOC-wijnen (15)
- Bianchello del Metauro
- Colli Maceratesi
- Colli Pesaresi
- Esino
- Falerio
- I Terreni di Sanseverino
- Lacrima di Morro of Lacrima di Morro d'Alba
- Pergola
- Rosso Conero
- Rosso Piceno of Piceno
- San Ginesio
- Serrapetrona
- Terre di Offida
- Verdicchio dei Castelli di Jesi
- Verdicchio di Matelica

### IGT-wijn (1)
- Marche

## Lazio

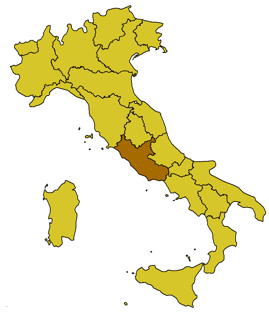
Latium

### DOCG-wijn (3)
- Cannellino di Frascati of Cannellino
- Cesanese del Piglio of Piglio
- Frascati Superiore

### DOC-wijnen (27)
- Aleatico di Gradoli
- Aprilia
- Atina
- Bianco Capena
- Castelli Romani
- Cerveteri
- Cesanese di Affile of Affile
- Cesanese di Olevano Romano
- Circeo
- Colli Albani
- Colli della Sabina
- Colli Etruschi Viterbesi of Tuscia
- Colli Lanuvini
- Cori
- Est! Est!! Est!!! di Montefiascone
- Frascati
- Genazzano
- Marino
- Montecompatri Colonna of Colonna of Montecompatri
- Nettuno
- Orvieto
- Roma
- Tarquinia
- Terracina of Moscato di Terracina
- Velletri
- Vignanello
- Zagarolo

### IGT-wijnen (3)
Civitella d’Agliano, Colli Cimini, Frusinate. 

## Abruzzen

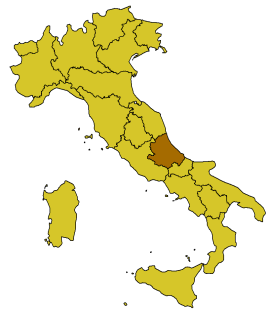
Abruzzen

### DOCG-wijn (1)
- Montepulciano d'Abbruzzo Colline Teramane (2003)

### DOC wijn (8)
- Abruzzo
- Cerasuolo d'Abruzzo
- Controguerra
- Montepulciano d'Abruzzo (Montepulciano d'Abruzzo Sottozona Casauria, Montepulciano d'Abruzzo Sottozona Terre dei Vestini, Montepulciano d'Abruzzo Sottozona Alto Tirino, Montepulciano d'Abruzzo Sottozona Terre dei Peligni, Montepulciano d'Abruzzo Sottozona Teate)
- Ortona
- Terre Tollesi of Tullum
- Trebbiano d'Abruzzo
- Villamagna

### IGT-wijnen (10)
Alto Tirino, Colli Aprutini, Colli del Sangro, Colline Frentane, Colline Pescaresi, Colline Teatine, Del Vastese, Terre Quilane, Terre di Chieti, Valle Peligna

## Molise

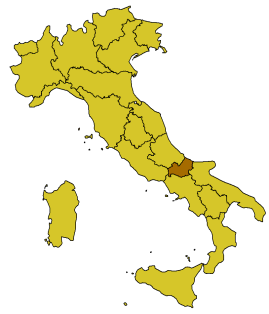
Molise

### DOC-wijnen (5)
- Biferno
- Molise of Del Molise
- Pentro d'Isernia of Pentro
- Tintilia del Molise
- Borgo di Colloredo

### IGT-wijnen (2)
- Osco
- Rotae

## Campanië

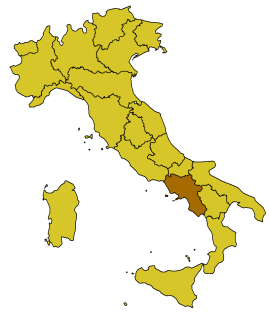
Campanië

### DOCG-wijn (4)
- Aglianico del Taburno (2011)
- Fiano di Avellino (2009)
- Greco di Tufo (2003)
- Taurasi (1993)

### DOC-wijn (15)
- Aversa
- Campi Flegrei
- Capri
- Casavecchia di Pontelatone
- Castel San Lorenzo
- Cilento
- Costa d'Amalfi
- Falanghina del Sannio
- Falerno del Massico
- Galluccio
- Irpinia
- Ischia
- Penisola Sorrentina
- Sannio
- Vesuvio

### IGT-wijnen (9)
Beneventano, Campania, Colli di Salerno, Dugenta, Epomeo, Paestum, Pompeiano, Occamonfina, Terre del Volturno.

## Apulië

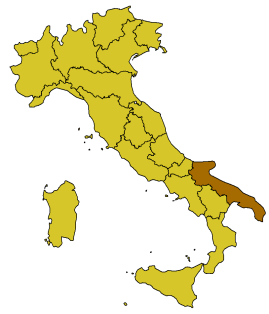
Apulië

### DOCG-wijn (4)
- Castel del Monte Bombino Nero (2011)
- Castel del Monte Rosso Riserva (2011)
- Castel di Monte Nero di Troia Riserva (2011)
- Primitivo di Manduria Dolce Naturale (2011)

### DOC-wijn (28)
- Aleatico di Puglia
- Alezio
- Barletta
- Brindisi
- Cacc'e mmitte di Lucera
- Castel del Monte
- Colline Joniche Tarantine
- Copertino
- Galatina
- Gioia del Colle
- Gravina
- Leverano
- Lizzano
- Locorotondo
- Martina o Martina Franca
- Matino
- Moscato di Trani
- Nardò
- Negroamaro di Terra d'Otranto
- Orta Nova
- Ostuni
- Primitivo di Manduria
- Rosso di Cerignola
- Salice Salentino
- San Severo
- Squinzano
- Tavoliere delle Puglie o Tavoliere
- Terra d'Otranto

### IGT-wijnen (6)
Daunia, Murgia, Puglia, Salento, Tarantino, Valle d’Itria.

## Basilicata

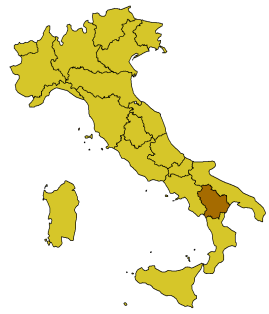
Basilicata

### DOCG-wijn (1)
- Aglianico del Vulture Superiore (2010)

### DOC-wijnen (4)
- Aglianico del Vulture
- Grottino di Roccanova
- Matera
- Terre dell'Alta Val d'Agri

### IGT-wijn (1)
- Basilicata

## Calabrië

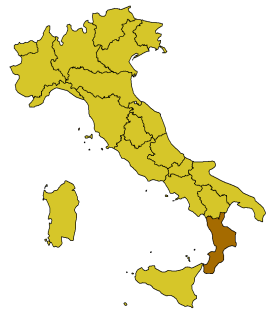
Calabrië

### DOC-wijnen (9)
- Bivongi
- Cirò
- Greco di Bianco
- Lamezia
- Melissa
- Sant'Anna Isola Capo Rizzuto
- Savuto
- Scavigna
- Terre di Cosenza (Terre di Cosenza Sottozona Colline del Crati, Terre di Cosenza Sottozona Condoleo, Terre di Cosenza Sottozona Donnici, Terre di Cosenza Sottozona Esaro, Terre di Cosenza Sottozona Pollino, Terre di Cosenza Sottozona San Vito di Luzzi, Terre di Cosenza Sottozona Verbicaro)

### IGT-wijnen (13)
Arghillà, Calabria, Condoleo, Costa Viola, Esaro, Lipuda, Locride, Palizzi, Pellaro, Scilla, Valdamato, Val di Neto, Valle del Crati.

## Externe verwijzing en Referentie
- Lavinium
- Agraria
- Oltrepò Pavese
- Consorzio Tutela Vini Oltrepò Pavese